# Rijnwoude
Rijnwoude (anhörenⓘ) ist eine ehemalige Gemeinde in den Niederlanden, Provinz Südholland, die seit 1. Januar 2014 zur Gemeinde Alphen aan den Rijn gehört.

## Orte
- Hazerswoude, das aus den Ortsteilen Hazerswoude - Dorp (Dorf) und Hazerswoude - Rijndijk (Rheindeich) besteht; hier befindet sich die Gemeindeverwaltung
- Benthuizen, im Süden, Richtung Zoetermeer
- Koudekerk aan den Rijn, im Westen, Richtung Leiden.

## Lage und Wirtschaft
Die Gemeinde liegt am Oude Rijn, zwischen Leiden, Zoetermeer und Boskoop. Die nächstgelegene Eisenbahnstation ist in Leiden, das etwa sieben Kilometer westlich von Hazerswoude-Rijndijk liegt.
In Koudekerk stehen einige Fabriken, die Backsteine, Dachziegel etc. herstellen. Die Landwirtschaft ist die Haupteinnahmequelle der Gemeinde.
Da sich die Sehenswürdigkeiten auf die gotische Dorfkirche von Koudekerk, einige Windmühlen und Bauernhöfe, die von innen nicht besichtigt werden können, und ein kleines Heimatmuseum beschränken, ist der Tourismus von geringer Bedeutung.

## Einige Windmühlen

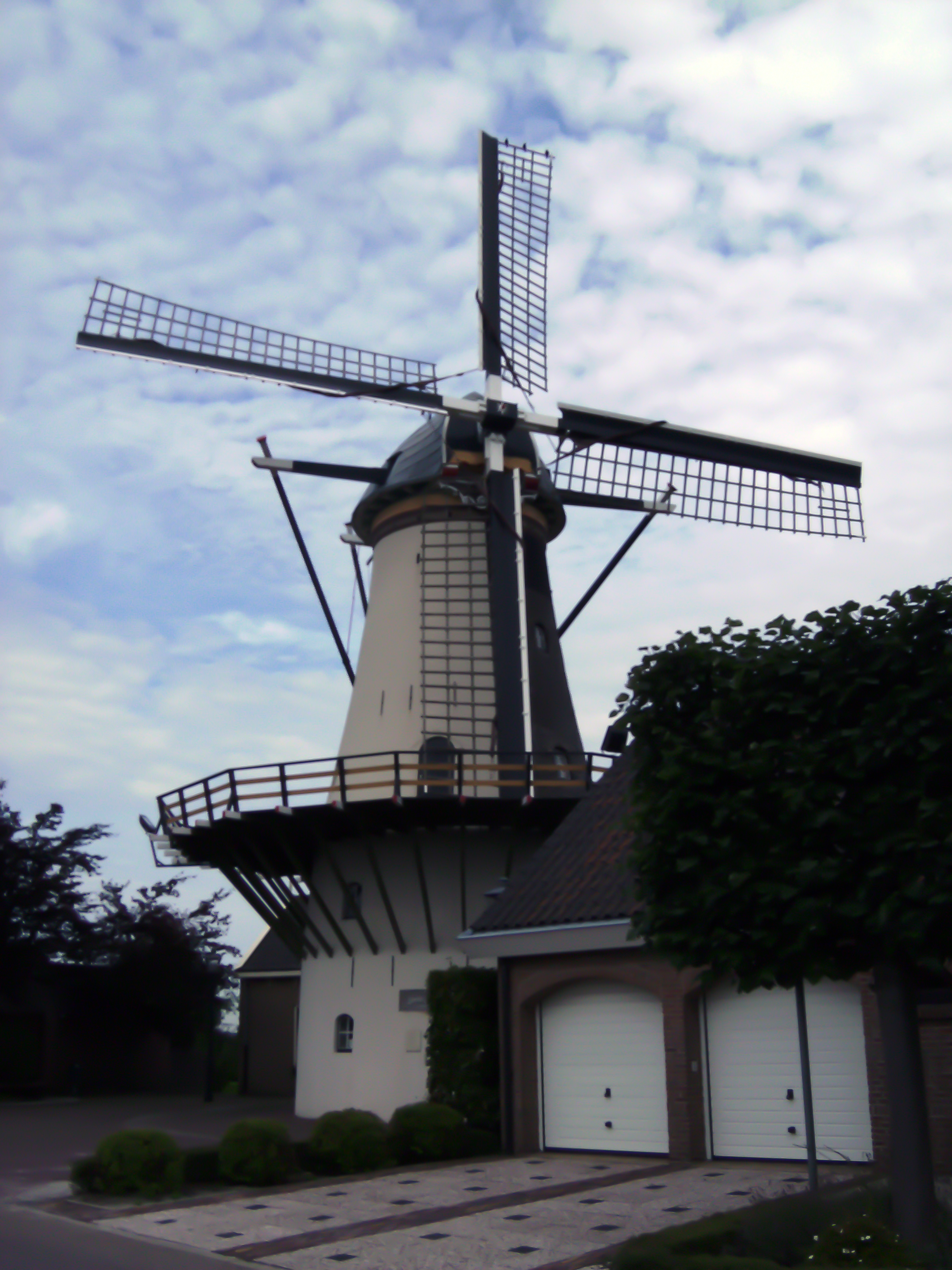
Benthuizen, Mühle: de Haas
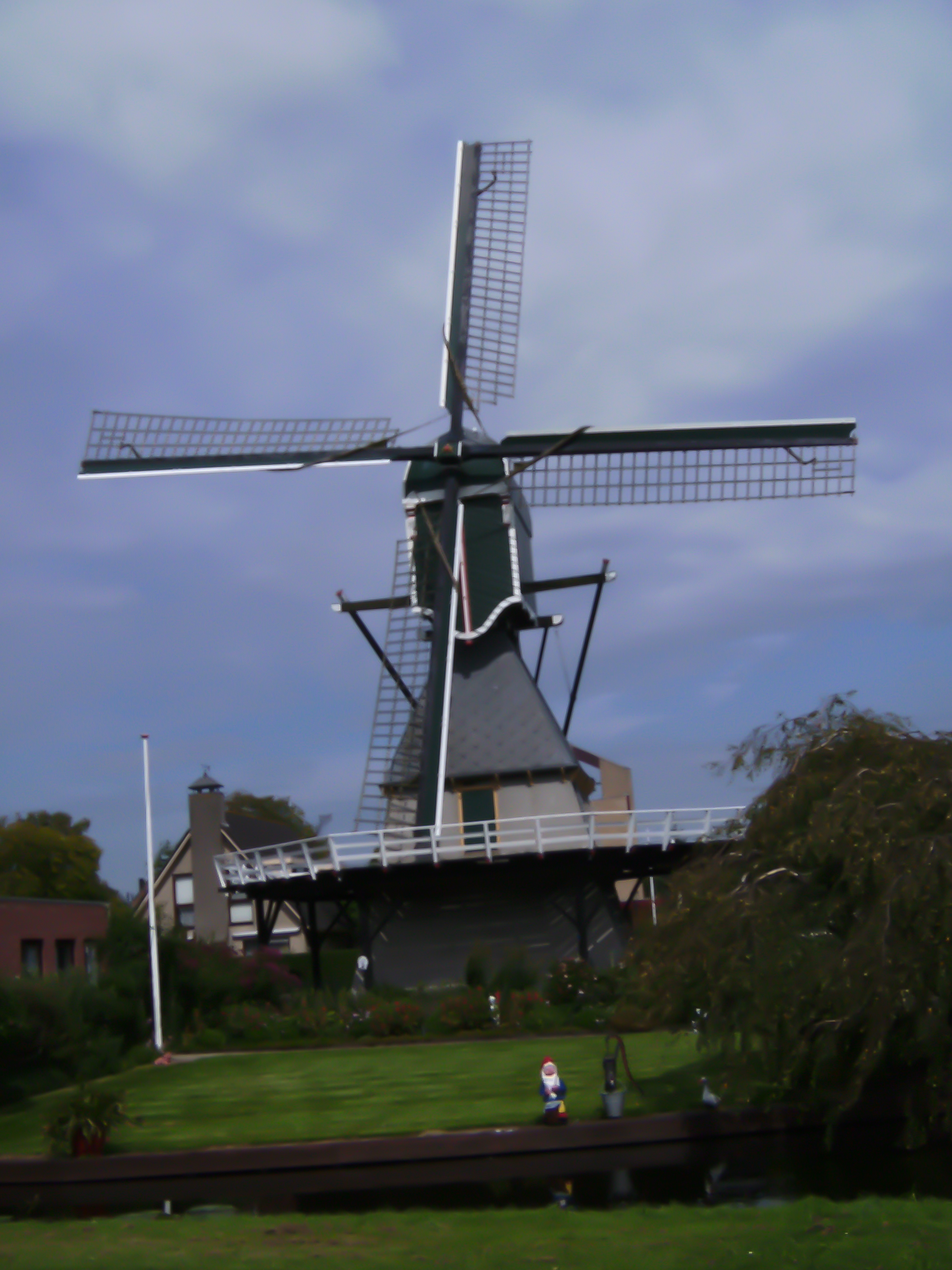
Hazerswoude-Dorp, Mühle: Nieuw Leven

## Geschichte
An der Stelle, wo jetzt Hazerswoude-Rijndijk liegt, soll sich um 50 nach Chr. eine römische Siedlung befunden haben.
Das Gebiet der Gemeinde gehörte 1281 einem Herrn Dirk (Dietrich) van Teylingen, Mitglied eines bedeutenden Adelsgeschlechts in Südholland. Er gab Land aus in sogenannten „copen“ (siehe für eine Erklärung dieses Begriffes: Boskoop (Niederlande)), und das Moor wurde urbar gemacht, später wurde auch Torf gestochen und in die Nachbarstadt Leiden verkauft. Dadurch lief das Land unter, aber die so entstandenen Seen wurden im 17. und 18. Jahrhundert wieder eingepoldert, und es entstand erneut fruchtbares Bauernland. Koudekerk war im Spätmittelalter ein „ambacht“, eine Herrlichkeit, die unter dem Herrn Van Poelgeest eigene Gerichtsbarkeit, darunter die Blutgerichtsbarkeit besaß.
Die Gemeinden Alphen aan den Rijn, Boskoop und Rijnwoude fusionierten zum 1. Januar 2014. Die neue Gemeinde hat rund 106.000 Einwohner und übernimmt den bestehenden Namen Alphen aan den Rijn.

## Politik

### Sitzverteilung im Gemeinderat
| Partei                | Sitze | Sitze | Sitze | Sitze |
| Partei                | 1998  | 2002  | 2006  | 2010  |
| --------------------- | ----- | ----- | ----- | ----- |
| D66                   | 2     | 2     | 1     | 4     |
| VVD                   | 4     | 3     | 3     | 4     |
| CDA                   | 5     | 6     | 5     | 4     |
| PvdA                  | 4     | 4     | 4     | 3     |
| ChristenUnie/SGP      | —     | 2     | 2     | 2     |
| Lijst van der Breggen | —     | —     | 2     | —     |
| SGP/RPF               | 2     | —     | —     | —     |
| Gesamt                | 17    | 17    | 17    | 17    |